# Andrzej Fischer
Andrzej Lucjan Fischer (Swarzędz, 1952. január 15. – 2018. november 22.) lengyel válogatott labdarúgókapus. Pályafutásának két legjelentősebb csapata: a Lech Poznań és a Górnik Zabrze volt. A lengyel válogatottban két mérkőzésen védett. Tagja volt az 1974-es világbajnokságon harmadik helyen végző válogatottnak.

## Sikerei, díjai
Lengyelország
Világbajnokság
- Harmadik hely: 1974